# Quatre Jours en septembre
Pour plus de détails, voir Fiche technique et Distribution.
Quatre Jours en septembre (O Que É Isso, Companheiro?) est un film américano-brésilien réalisé par Bruno Barreto, sorti en 1997.
Ce film, inspiré de faits réels, raconte l'histoire de l'enlèvement de Charles Burke Elbrick — ambassadeur des États-Unis au Brésil — par le Mouvement révolutionnaire du 8 Octobre (MR-8) et l'Action de libération nationale (ALN), au Brésil en 1969. C'est l'adaptation de l'autobiographie de Fernando Gabeira, un des ravisseurs.

## Synopsis

Manifestation syndicale à Rio de Janeiro un peu avant le coup d'État militaire, 13 mars 1964.

La police montée dispersant une manifestation d'étudiants contre la dictature militaire à Rio de Janeiro, 2 avril 1968.

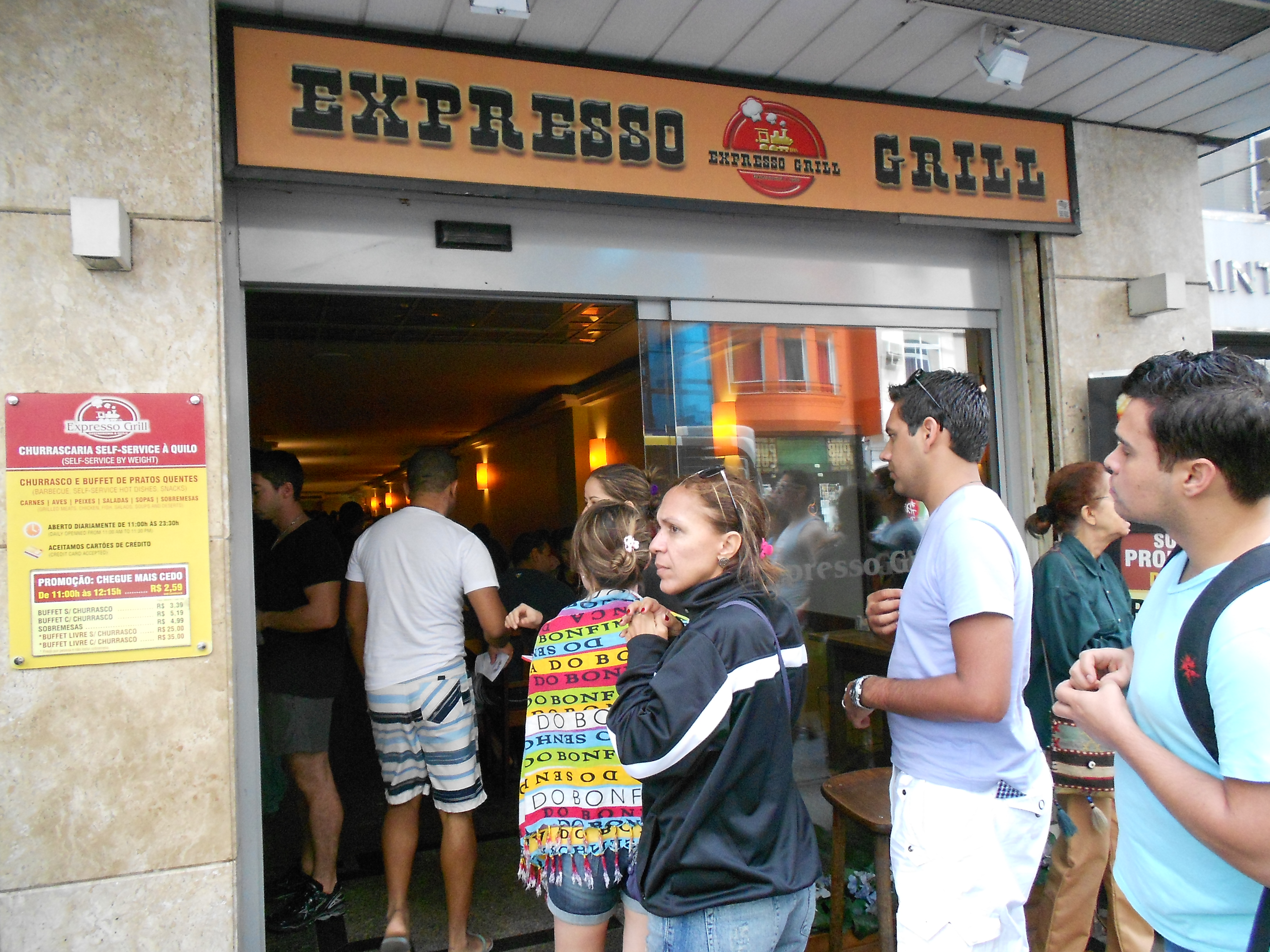
« S'ils avaient su faire la cuisine » : grill à Rio de Janeiro, 18 septembre 2011.

Le récit de Quatre jours en septembre commence par un montage de films d'actualités en noir et blanc montrant la mise en place de la dictature militaire au Brésil en 1964 et les grandes manifestations à Rio de Janeiro, alors capitale du pays, causées par l'interdiction de la presse d'opposition en 1969. Les personnages, un groupe d'étudiants de gauche, participent à la manifestation avant d'être dispersés par une charge de la police montée. Ils se joignent alors à un groupe de guérilla urbaine, le MR-8, et se financent par une « libération de fonds », c'est-à-dire un braquage de banque, afin de préparer un grand coup : l'enlèvement de l'ambassadeur des Etats-Unis, alors empêtrés dans la guerre du Viêt-Nam et qui soutiennent à distance la dictature brésilienne. Les membres viennent d'horizons divers : l'énergique Maria (Fernanda Torres) fait figure de cheffe du groupe face à ses compagnons novices, Fernando, alias Paulo, dont les souvenirs ont inspiré le film, est un intellectuel brillant mais peu efficace sur le terrain, Renée est une frêle jeune fille d'allure douce dont la présence dans un groupe armé surprend ; deux vétérans de la lutte clandestine, Toledo et Jonas, les rejoignent en cours d'opération. Le 4 septembre 1969, avec une bonne dose de chance, les membres du groupe parviennent à enlever l'ambassadeur dans sa Cadillac. Ils donnent à l'État un délai de 48 heures pour libérer 15 prisonniers politiques : sinon, ils tueront l'ambassadeur,. 
La caméra va et vient entre le groupe des ravisseurs, murés dans une villa de la proche banlieue en vue du symbolique Pain de Sucre, et leurs adversaires. De part et d'autres, on constate un certain amateurisme. Les membres du groupe observent des règles de secret rigoureuses et se donnent des pseudonymes mais l'un d'eux, qui connaît les vraies identités des autres, est capturé et parle sous la torture, ce qui permettra de les capturer plus tard. Juste avant l'enlèvement, une femme du quartier de l'ambassade, depuis sa fenêtre, remarque les préparatifs des jeunes gens, les trouve suspects et téléphone au commissariat où on refuse de la croire : quand elle voit l'ambassadeur enlevé, elle s'exclame « Je le savais ! » Les étudiants achètent leurs plats chez un rôtisseur qui trouve étranges ces nouveaux clients et les signale à la police :  un policier, amusé, remarque qu'ils n'auraient pas été pris « s'ils avaient su faire la cuisine ». Un peu plus tard, Paulo repère les deux inspecteurs qui surveillent la villa et arrive à les suivre jusqu'à leur base sans être vu.  
Au fil des jours, une relation presque amicale se noue entre le vieil ambassadeur et certains de ses ravisseurs : Renée soigne sa blessure à la tête, Paulo parle philosophie et politique ; quand l'ultimatum vient à expiration et que Paulo est désigné pour abattre le diplomate, il est incapable de le faire,. Dans l'autre camp, un des inspecteurs, tortionnaire méthodique, est pris de doute quand sa compagne entend au journal télévisé le message des ravisseurs réclamant l'arrêt des tortures en prison ; elle lui demande « Tu n’es pas en train de faire toutes ces horreurs ?… torturer des gamins… Pourquoi ? La plupart d’entre eux ne sont que des enfants pleins de rêves… » — « Parce que c’est mon boulot, j’ai été désigné pour cela ». 
Malgré leurs erreurs, les ravisseurs obtiennent satisfaction : les prisonniers politiques réclamés sont libérés. Mais eux-mêmes sont capturés quelques mois plus tard et emprisonnés. Le film se termine en 1974 quand la junte brésilienne, sous la pression de l'enlèvement de l'ambassadeur d'Allemagne, se décide à libérer le groupe : Maria, en voix hors champ, espère que Paulo fera partie des libérés. Ils se retrouvent à l'aéroport militaire d'où un avion va les emmener en Algérie, alors refuge des mouvements révolutionnaires. Toledo et Jonas sont morts, Maria, brisée par les mauvais traitements, est clouée sur sa chaise roulante et incapable de lever le poing avec Paulo et ses autres compagnons, et il faudra encore attendre plusieurs années la fin de la dictature.

## Fiche technique
- Titre français : Quatre Jours en septembre
- Titre original : O Que É Isso, Companheiro?
- Réalisation : Bruno Barreto
- Scénario : Leopoldo Serran d'après Fernando Gabeira
- Photographie : Félix Monti
- Montage : Isabelle Rathery
- Musique : Stewart Copeland
- Direction artistique : Marcos Flaksman
- Décors : Carlos Eduardo Mallet
- Costumes : Emilia Duncan
- Producteurs : Lucy Barreto et Luiz Carlos Barreto
- Coproducteur : Mary Ann Braubach
- Producteurs associés : Adair Roberto Carneiro et Luciola Vilella
- Sociétés de production : 
  -  Brésil : Columbia Pictures Television Trading Company, Filmes do Equador, Luiz Carlos Barreto Producciones Cinematograficas Ltd.
  -  États-Unis : Sony Corporation of America, Pandora Film
- Société de distribution :  France : CIPA
- Pays d'origine :  Brésil |  États-Unis
- Langue : Portugais, Anglais
- Format : Couleur — 35 mm — 1,85:1 — Son : Dolby Stereo
- Genre : Film dramatique, Film politique, Film d'action , Film historique  /  Thriller
- Durée : 110 minutes (1 h 50)
- Dates de sortie :
  -  Brésil : 19 avril 1997 (première) / 1er mai 1997 (sortie nationale)
  -  Canada : 9 septembre 1997 (Festival international du film de Toronto)
  -  États-Unis : octobre 1997 (Festival international du film de Chicago)
  -  Pays-Bas : 27 novembre 1997
  -  États-Unis : 30 janvier 1998
  -  France : 11 août 1999

## Distribution
- Alan Arkin : Charles Burke Elbrick
- Fernanda Torres : Maria
- Pedro Cardoso : Fernando Gabeira / Paulo
- Cláudia Abreu: Renée
- Luiz Fernando Guimarães : Marcao
- Marco Ricca : Henrique
- Matheus Nachtergaele : Jonas
- Nelson Dantas : Toledo
- Eduardo Moskovis : Artur
- Caio Junqueira : Julio
- Fernanda Montenegro : La femme à la fenêtre
- Selton Mello : Cezar / Oswaldo
- Mauricio Goncalves : Brandao
- Fisher Stevens : Mowinkel
- Caroline Kava : Elvira Elbrick

## Distinctions
Le film a été présenté en sélection officielle en compétition lors de Berlinale 1997.